# Helina aeneiventris
Helina aeneiventris är en tvåvingeart som beskrevs av Malloch 1922. Helina aeneiventris ingår i släktet Helina och familjen husflugor. Inga underarter finns listade i Catalogue of Life.